# Cladomyrma sirindhornae
Cladomyrma sirindhornae (лат.) — вид древесных муравьёв рода Cladomyrma из подсемейства формицины (Formicinae, Lasiini). Юго-Восточная Азия (Таиланд). Мелкие муравьи (длина тела 3—4 мм), ассоциированные с мирмекофитными растениями Sphenodesme pentandra (из семейства Яснотковые), молодые матки основывают новые муравейники в полостях междоузлий живых растений. Колонии C. sirindhornae относительно большие, в среднем насчитывают около 5000 рабочих муравьёв. Примерно 30 % рабочих это солдаты (крупные рабочие), что выше, чем у других родов муравьёв с диморфными кастами рабочих. Моногинный вид, у которого встречаются колонии с единственной маткой. Все матки в высокой степени физогастрические.
Муравьи живут в стеблях и домациях растений, в которых содержат свой расплод (яйца, личинок и куколок), половых особей (крылатых самцов и молодых самок), а также мирмекофильных червецов из семейства Pseudococcidae, сладкие выделения которых они используют для своего питания. Мелкие рабочие используют маленькие входы в гнездо, чтобы войти и выйти, которые крупные рабочие закрывают своей головой (фрагмозис). Видовое название C. sirindhornae дано в честь принцессы Маха Чакри Сириндхорн из Королевства Таиланд.

## Описание
Мелкие древесные муравьи (длина тела 3—4 мм). От близких видов отличаются следующими признаками: отверстие метаплевральной железы узкое (рабочие и самки). Петиоль длиннее своей высоты, немного длиннее своей ширины и уплощён в передней половине (королева). Голова в анфас лишь немного длиннее своей ширины (королева). Мандибула маток с 5 зубцами, включая апикальные и базальные; 4-й зубец самый маленький (королева)(с 4—8 у рабочих и солдат; с 7 у самцов). Верхняя часть катепистернума пунктированная, блестящая, с редкими короткими тонкими волосками (королева). Петиолярный узел, если смотреть в профиль, толстый, с почти параллельными передним и задним скатами и закруглённой вершиной (малые и большие рабочие). Тело маток полностью тёмно-коричневое, за исключением передней части головы (включая наличник), усики и лапки желтовато- или красновато-коричневые. Тело рабочих тёмно-коричневого или желтовато-коричневого цвета, обычно с более светлой передней частью головы и более тёмным брюшком; усики желтоватые. Заднегрудь округлая без проподеальных шипиков. Усики самок и рабочих 8-члениковые (у самцов антенны состоят из 13 сегментов). Стебелёк между грудью и брюшком состоит из одного сегмента (петиоль).

### Гнездование
Мелкие муравьи, ассоциированные с лианами, молодые матки основывают новые муравейники в полостях междоузлий живых растений. C. sirindhornae гнездятся внутри стеблей лиан и кустарников Sphenodesme pentandra Jack (род Sphenodesme из семейства Яснотковые), пионерного вида, встречающегося во вторичных сухих вечнозелёных лесах и на лесных опушках, который обеспечивает колонии муравьёв естественными полыми стеблями. Исследования в Таиланде показали, что среди 243 наблюдаемых лоз в этом исследовании 223 лозы (92 %) были заселены C. sirindhornae, в то время как только 11 (4,5 %) были заняты другими видами муравьёв, что предполагает высокую специализацию мутуализма муравьёв и растений. C. sirindhornae гнездились в полостях растения-хозяина, простираясь по стеблям и ветвям от основания до полога. Сравнение десяти колоний, собранных в сухой сезон, и десяти во влажный сезон не показало влияния сезонности на размер колонии и соотношение личинок, рабочих куколок и щитовок. Однако куколки половых особей и взрослые особи более многочисленны во влажный сезон, чем в сухой. Эти исследования показывают, что мирмекофиты смягчают сезонные колебания, позволяя колониям растений и муравьёв расти круглый год, в то время как репродуктивные особи производятся только тогда, когда внешние условия благоприятны для основания колонии
Растение Sphenodesme pentandra Jack, это единственный известный хозяин муравьёв Cladomyrma sirindhornae, является вьющимся растением семейства Яснотковые. В первом описании вида муравьёв в 2013 году оно изначально было ошибочно идентифицировано как Sphenodesme involucrata. Этот вид растений-пионеров распространён в Индии, Лаосе, Камбодже, Таиланде, Малайзии и Бирме, обычно населяя вторичные сухие вечнозелёные леса и лесные опушки. Средняя длина лоз S. pentandra составляет 16,9 ± 3,4 м, в диапазоне от 11,8 до 21,3 м. Вдоль стеблей растения-хозяина может быть около сотни (97 ± 18) небольших эллиптических входов в гнёзда. Входные отверстия такого древесного муравейника имеют диаметр 0,72 ± 0,21 см и расположены на расстоянии 1,5 ± 0,2 см под веткой или листом и на расстоянии 15,7 ± 2,6 см друг от друга. Крупные рабочие муравьи (солдаты) часто блокируют эти отверстия своими головами (фрагмозис). Бескрылые королевы находятся в раздутых частях стебля, на расстоянии от 3 до 12 метров от основания лозы. Взрослые особи и расплод C. sirindhornae есть во всех полостях растения-хозяина от основания до полога. Червецы семейства Pseudococcidae находятся в мирмекофильной ассоциации с C. sirindhornae и обнаруживаются по всем домациям растения-хозяина.

### Основание колонии
Новые колонии основывают молодые самки во время сезона дождей: они прогрызали молодой стебель растения-хозяина ниже узла примерно на 1—2 см, тем самым создавая входное отверстие под узлом («первичное отверстие»). Это первичное отверстие, образованное основательницей, в конечном итоге приводит к образованию набухшего узла, а первичное отверстие полностью закрывается из-за роста и развития растения. Первичное отверстие молодых колоний блокируется головой самки-основательницы. Такое поведение обычно наблюдается, когда зарождается новая колония. Эти изначально созданные колонии заметно чаще обнаруживаются во влажный сезон, чем в сухой. Первоначальные колонии обычно состоят из одной бескрылой королевы, малочисленного расплода и очень мелких (nanitic) рабочих первого поколения.

### Состав колонии
Колонии C. sirindhornae относительно большие, в среднем насчитывают около 5000 рабочих муравьёв. Примерно 30 % (от 9 до 44 %) рабочих это крупные рабочие (солдаты), что выше, чем у других родов муравьёв с диморфными кастами рабочих. Моногинный вид, у которого встречаются колонии с единственной маткой (таких большинство). Все матки в высокой степени физогастрические, с увеличенным брюшком. Все колонии содержат самцов и/или крылатых самок. Среднее количество крылатых самок в сухой и влажный сезоны составляет 30 ± 44 и 97 ± 108 соответственно, тогда как количество самцов в сухой и влажный сезоны составляет 25 ± 58 и 99 ± 128 соответственно. Среднее количество крупных и мелких рабочих в сухой сезон составляет 1310 ± 1019 и 3973 ± 2728 соответственно, тогда как во влажный сезон их было 1660 ± 1660 и 3504 ± 2751 соответственно. Среднее количество червецов в сухой и влажный сезоны составляет 150 ± 95 и 174 ± 190 соответственно. Общее количество рабочих особей в колониях с маткой (7160 ± 3986) существенно не отличалось от такового в колониях без матки (3635 ± 3293). Репродуктивные (матки и самцы) и рабочие особи производятся в колониях как во влажный, так и во сухой сезоны. Общее количество крупных и мелких рабочих не отличается между сезонами. Количество крылатых самок и самцов не отличается между двумя сезонами; однако, если рассматривать крылатых самок и самцов вместе, количество репродуктивных особей было значительно выше во влажный сезон. Последовательно, относительное количество репродуктивных куколок самцов и маток во влажный сезон было значительно больше, чем в сухой сезон. Напротив, относительное обилие куколок рабочих было ниже во влажный сезон, чем в сухой сезон, хотя и незначительно. Относительное обилие личинок и щитовок не различалось между сезонами.

### Кастовый полиморфизм
Муравьиная семья Cladomyrma sirindhornae характеризуется кастовым полиморфизмом и включает яйцекладущих самок, крупных рабочих (солдат), мелких рабочих и самцов, а также расплод (яйца, личинки, куколки). Муравьиные матки содержат 32 ± 4 овариолы на особь как в сухой, так и в влажный сезоны, характеризующиеся плотными жёлтыми телами и ооцитами. Количество развивающихся ооцитов в сухой сезон (200—300) не сильно отличается от количества во влажный сезон (около 300). Сперматека самки, в которую попадает и длительное время хранится сперма после копуляции, большая и эллипсоидная. Как у крупных, так и у мелких рабочих есть по две овариолы с несколькими развивающимися зрелыми ооцитами. Ширина головы крылатых королев варьируется от 0,93 до 1,00 мм. Крупные рабочие особи имеют схожий диапазон ширины головы (от 0,91 до 1,00 мм), в то время как мелкие рабочие имеют значительно меньшую голову (от 0,60 до 0,70 мм). Мелкие рабочие часто используют маленькие входы в гнездо, чтобы войти и выйти, которые крупные рабочие закрывали своей головой (фрагмозис). Ширина головы мелких рабочих (0,64 ± 0,03 мм) меньше диаметра большинства входных отверстий (0,89 ± 0,19 мм, в диапазоне от 0,50 до 1,10 мм). Напротив, основные рабочие и королевы, в силу своей большой головы, вероятно, использовали только самые большие отверстия для выхода.

## Систематика
Вид был впервые описан в 2013 году энтомологами из Таиланда и Японии по типовым материалам из Таиланда. Cladomyrma sirindhornae относится к видовой группе с сплющенным петиолем в пределах этого рода на основе касты королевы. Среди восьми видов этой группы (включая настоящий вид) C. andrei (Emery, 1984), C. hobbyi Donisthorpe, 1937, C. maschwitzi Agosti, 1991 и C. yongi Agosti, Moog and Maschwitz, 1999 имеют большое отверстие метаплевральной железы во всех женских кастах; остальные четыре вида имеют маленькое отверстие. Среди последних только C. nudidorsalis Agosti, Moog and Maschwitz, 1999 имеет касту королевы, лишённую отстоящих волосков на дорзуме мезосомы. Крупные и мелкие рабочие особи нового вида отличаются от C. petalae Agosti, 1991 и C. scopulosa Eguchi and Bui, 2006 тем, что имеют петиоль с толстым узлом с почти параллельными передним и задним скатами и перевёрнутой U-образной вершиной; петиолярный узел тоньше и более или менее сужается к вершине этих каст у двух других видов. Петиоль королевы на виде сверху длиннее своей ширины у C. sirindhornae, по сравнению с более широким, чем своя длинна у C. petalae. У крупного рабочего C. scopulosa имеется заметно развитый суббазальный гребень на боковой части наличника; у C. sirindhornae нормальный суббазальный гребень.

## Этимология
Видовое название C. sirindhornae «посвящено Её Королевскому Высочеству Принцессе Маха Чакри Сириндхорн из Королевства Таиланд».

## Распространение
Юго-Восточная Азия, восточный Таиланд (провинции Чантхабури, Чаченгсау, Районг).